# 塞利亚
塞利亚（義大利語：Sellia），是意大利卡坦扎罗省的一个市镇。总面积12平方公里，人口562人，人口密度46.8人/平方公里（2009年）。ISTAT代码为079126。